# SHIOQ (D)
SHIOQ (D)是一种描述逻辑语言。OWL 1.0Web本体语言是SHOIQ(D)的一种语法形式。
SHIOQ（D）中允许如下的语言构造符：
- S = ALC+ 允许{\displaystyle \neg ,\sqcap ,\sqcup ,\exists ,\forall }和传递属性（Transitive Role）
- H 属性包含
- I 逆属性
- O 概念
- Q 基数限制
- (D) 具体域属性